# Садовица
Садовица (болг. Садовица) — село в Болгарии. Находится в Кырджалийской области, входит в общину Момчилград. Население составляет 58 человек.

## Политическая ситуация
В местном кметстве Садовица, в состав которого входит Садовица, должность кмета (старосты) исполняет Мехмед Юсеин Исмаил (Движение за права и свободы (ДПС)) по результатам выборов.
Кмет (мэр) общины Момчилград — Ердинч Исмаил Хайрула (Движение за права и свободы (ДПС)) по результатам выборов в правление общины.